# São Julião do Tojal
São Julião do Tojal is een plaats (freguesia) in de Portugese gemeente Loures en telt 3600 inwoners (2001).